# Walther Dürr
Walther Dürr (* 27. April 1932 in Berlin; † 6. Januar 2018 in Tübingen) war ein deutscher Musikwissenschaftler und Hochschullehrer. Er hat sich insbesondere mit dem Werk Franz Schuberts beschäftigt.

## Leben
Walther Dürr studierte ab 1951 Musikwissenschaft, Germanistik und Romanistik in Berlin und Tübingen. 1956 promovierte er bei Walter Gerstenberg in Tübingen mit einer Arbeit über Rhythmus und Metrum im italienischen Madrigal promoviert. Nach einem Stipendium an der Universität Bologna war er bis 1962 dort Lektor und Assistent am Institut für Deutsche Sprache und Literatur und Lehrbeauftragter für Musikgeschichte. 1962 bis 1964 arbeitete er zunächst als Assistent, dann am Akademischen Auslandsamt der Universität Tübingen als Lektor für das Fach Deutsch für Ausländer. Er hatte Lehraufträge an den Universitäten Stuttgart, Freiburg im Breisgau und Bern sowie an der Hochschule für Musik Trossingen inne. 1977 ernannte ihn die Universität Tübingen zum Honorarprofessor.
Von 1965 bis 1997 war er Editionsleiter der Neuen Schubert-Ausgabe, in der er für die Bände mit den Liedern sowie eine ganze Reihe anderer Werke verantwortlich war. An weiteren Bänden dieser Ausgabe war er auch als Redakteur tätig.
Seit 1997 befand sich Dürr im Ruhestand. Er war weiterhin als Sprecher der Editionsleitung der Neuen Schubert-Ausgabe tätig. Neben seiner wissenschaftlichen Tätigkeit arbeitete Dürr als Musikkritiker, Herausgeber zahlreicher Schriften und Übersetzer von Libretti.
2012 hat Dürr die Herausgabe der Reihe „Lied“ in der Neuen Schubert-Ausgabe (insgesamt 14 Teilbände) abgeschlossen und legte als einer der Hauptherausgeber auch ein Lexikon zu Schuberts Liedern vor.

## Veröffentlichungen (Auswahl)
- Studien zu Rhythmus und Metrum im italienischen Madrigal, insbesondere bei Luca Marenzio. (Dissertation) Tübingen 1956
- Franz Schubert. Thematisches Verzeichnis seiner Werke in chronologischer Folge. (Gemeinsam mit Werner Aderhold und Arnold Feil). Kassel/München 1983, ISBN 3-423-03261-8
- Das deutsche Sololied im 19. Jahrhundert. Untersuchungen zu Sprache und Musik. Wilhelmshaven 1984, ISBN 978-3-7959-0143-1
- Zeichen-Setzung. Aufsätze zur musikalischen Poetik. Kassel 1992, ISBN 978-3-7618-1047-7
- Sprache und Musik. Geschichte – Gattungen – Analysemodelle. Kassel 1994, ISBN 978-3-7618-1153-5
- als Herausgeber mit Andreas Krause: Schubert-Handbuch. 3. Aufl. Bärenreiter, Kassel 2010, ISBN 978-3-476-02380-3.
- als Herausgeber mit Michael Kube, Uwe Schweikert, Stefanie Steiner und Michael Kohlhäufl: Schubert-Liedlexikon. Verlag Bärenreiter, Kassel 2012, ISBN 978-3-7618-1506-9.

Festschrift
- Michael Kube (Hrsg.): Schubert und das Biedermeier.  Beiträge zur Musik des frühen 19. Jahrhunderts ; Festschrift für Walther Dürr zum 70. Geburtstag. Bärenreiter, Kassel 2002, ISBN 3-7618-1523-9.